# ویلیام ساگ راپسون
ویلیام ساگ راپسون (انگلیسی: William Sage Rapson؛ زاده ۱۴ اوت ۱۹۱۲ درگذشته ۷ مارس ۱۹۹۹) یک شیمی‌دان اهل نیوزیلند بود.